# Бей-Л'Аржон
Бей-Л'Аржон (англ. Bay L'Argent) — містечко в Канаді, у провінції Ньюфаундленд і Лабрадор.

## Населення
Станом на липень 2022 року населення складало 227 осіб. Густота населення — 61,68 осіб/км².
За даними перепису 2016 року, містечко нараховувало 241 особу, показавши скорочення на 15,4%, порівняно з 2011-м роком. Середня густина населення становила 65,5 осіб/км².
З офіційних мов обидвома одночасно володіли 5 жителів, тільки англійською — 235.
Працездатне населення становило 42,5% усього населення, рівень безробіття — 23,5% (27,3% серед чоловіків та 0% серед жінок). 88,2% осіб були найманими працівниками, а 11,8% — самозайнятими.
25% мешканців мали закінчену шкільну освіту, не мали закінченої шкільної освіти — 50%, 25% мали післяшкільну освіту.
| Статево-вікова структура населення | Статево-вікова структура населення | Статево-вікова структура населення | Статево-вікова структура населення | Статево-вікова структура населення |
| ---------------------------------- | ---------------------------------- | ---------------------------------- | ---------------------------------- | ---------------------------------- |
|                                    |                                    |                                    |                                    |                                    |
| Всього                             | Всього                             | 54,2%45,8%                         |                                    |                                    |
| 0 — 14 років                       | 0 — 14 років                       |                                    | 8,3%                               | 8,3%                               |
| 15 — 64 років                      | 15 — 64 років                      |                                    | 62,5%                              | 62,5%                              |
| 65 і більше                        | 65 і більше                        |                                    | 29,2%                              | 29,2%                              |
| 85 і більше                        | 85 і більше                        |                                    | 4,2%                               | 4,2%                               |
| Середній вік (років)               | Середній вік (років)               | 47,951,5                           | 49,6                               | 49,6                               |
| Медіана (років)                    | Медіана (років)                    | 49,553,5                           | 51,6                               | 51,6                               |
| — чоловіки — жінки                 |                                    |                                    |                                    |                                    |

| Походження мешканців:     | Походження мешканців:     | Походження мешканців: | Походження мешканців: | Походження мешканців: |
| ------------------------- | ------------------------- | --------------------- | --------------------- | --------------------- |
| Походження                |                           |                       | осіб                  | %                     |
| Корінні американці        | Корінні американці        |                       | 10                    | 4.35%                 |
| Інше північноамериканське | Інше північноамериканське |                       | 155                   | 67.39%                |
| Європейське               | Європейське               |                       | 90                    | 39.13%                |
| британське                | британське                |                       | 90                    | 39.13%                |

| Зайнятість населення за галузями (за класифікацією NOC): | Зайнятість населення за галузями (за класифікацією NOC): | Зайнятість населення за галузями (за класифікацією NOC): | Зайнятість населення за галузями (за класифікацією NOC): | Зайнятість населення за галузями (за класифікацією NOC): |
| -------------------------------------------------------- | -------------------------------------------------------- | -------------------------------------------------------- | -------------------------------------------------------- | -------------------------------------------------------- |
|                                                          |                                                          |                                                          |                                                          |                                                          |
| Охорона здоров'я                                         | Охорона здоров'я                                         |                                                          | 11,8%                                                    | 11,8%                                                    |
| Роздрібна торгівля та послуги                            | Роздрібна торгівля та послуги                            |                                                          | 23,5%                                                    | 23,5%                                                    |
| Гуртова торгівля, транспорт та обладнання                | Гуртова торгівля, транспорт та обладнання                |                                                          | 35,3%                                                    | 35,3%                                                    |
| Природні ресурси, сільське господарство                  | Природні ресурси, сільське господарство                  |                                                          | 17,6%                                                    | 17,6%                                                    |

## Клімат
Середня річна температура становить 5°C, середня максимальна – 19°C, а середня мінімальна – -8,6°C. Середня річна кількість опадів – 1 664 мм.
| Клімат поселення                              | Клімат поселення | Клімат поселення | Клімат поселення | Клімат поселення | Клімат поселення | Клімат поселення | Клімат поселення | Клімат поселення | Клімат поселення | Клімат поселення | Клімат поселення | Клімат поселення | Клімат поселення |
| Показник                                      | Січ.             | Лют.             | Бер.             | Квіт.            | Трав.            | Черв.            | Лип.             | Серп.            | Вер.             | Жовт.            | Лист.            | Груд.            |                  |
| Середній максимум, °C                         | 0,13             | −0,48            | 1,95             | 6,13             | 10,00            | 14,10            | 17,58            | 19,03            | 15,55            | 10,85            | 6,38             | 2,10             |                  |
| Середня температура, °C                       | −3,95            | −4,55            | −2,15            | 2,03             | 5,90             | 10,03            | 14,43            | 15,93            | 12,43            | 7,70             | 3,23             | −0,98            |                  |
| Середній мінімум, °C                          | −8,05            | −8,63            | −6,23            | −2,08            | 1,80             | 5,95             | 11,30            | 12,80            | 9,33             | 4,60             | 0,15             | −4,13            |                  |
| Норма опадів, мм                              | 145              | 134              | 126              | 132              | 125              | 120              | 116              | 108              | 162              | 176              | 166              | 154              |                  |
| Середньомісячна швидкість вітру, м/с          | 8.30             | 7.65             | 7.20             | 6.40             | 5.50             | 5.10             | 4.90             | 5.10             | 5.70             | 6.60             | 7.40             | 8.00             |                  |
| Середньомісячна сонячна радіація, кДж/м²·день | 3977             | 6870             | 10872            | 14217            | 17427            | 19140            | 18624            | 16021            | 12117            | 7349             | 4161             | 3102             |                  |
| --------------------------------------------- | ---------------- | ---------------- | ---------------- | ---------------- | ---------------- | ---------------- | ---------------- | ---------------- | ---------------- | ---------------- | ---------------- | ---------------- | ---------------- |
| Джерело:                                      |                  |                  |                  |                  |                  |                  |                  |                  |                  |                  |                  |                  |                  |